# Вікенд у Берні 2
«Вікенд у Берні 2» — американська чорна комедія 1993 року. Продовження фільму « Вікенд у Берні ».
Фільм має слоган: "Берні повертається... і він все ще мертвий"

## Сюжет
Пригоди трупа Берні Ломакса, страховика, пов'язаного з мафією, продовжуються.
Ларрі та Річард не змогли пояснити новому керівництву страхової компанії, що трапилося з Берні, за що були звільнені. Пізніше, обшукуючи речі Берні, друзі знайшли ключ від банківського сейфа на Віргінських островах, а саме острові Сент-Томас. Знаючи про причини звільнення Берні зі страхової компанії, герої припускають, що в секретному сховищі зберігаються величезні гроші нечистого на руку небіжчика. Вражені цим відкриттям, вони збираються винагородити себе за витрачені зусилля і привласнити нелегальний статок Берні. Але інформацією про сховище володіє тільки померлий Берні, і його статки цікаві не тільки компанії, Ларрі та Річарду, а й шаманці магії Вуду - Мобу. Тому вона зачаровує двух хлопців з Нью-Йорка, Чарльза та Генрі, які мають воскресити Берні з мертвих та привести до викрадених коштів.
Спроба воскресити Берні провалюється, він може ходити тільки коли грає музика. Чарльз і Генрі втрачають тіло Берні, яке знов опиняється в морзі. Ларрі та Річард крадуть тіло Берні з моргу та відправляються з ним на острів Сент-Томас. За ними стежить Артур Хаммел з компанії.
У готелі Ларрі зустрічає дівчину Клавдію та закохується в неї. Настуного дня тіло Берні невдало викрадають Чарльз з Генрі, але друзі перехоплюють тіло та повертають собі. У банківському сейфі замість грошей  вони знаходять лише карту з символами Вуду. На щастя, батько Клавдії розуміється на магії Вуду, і вона передає йому карту.
Берні чує музику та тікає з машини, друзі не помічають цього, бо в цей час чекають Клавдію. Але їх знаходять Чарльз та Генрі і відвозять до Мобу, яка дає Річарду сильну отруту і говорить, що після заходу сонця той помре.
Ларрі та Річард дізнаються, що Берні може ходити під музику, та поспішають в готель, щоб повідомити Клавдію про новини. Там же до них з неба прилітає сам Берні та починає йти у напрямку моря, бо грає музика.
Ларрі, Річард та Клавдія знаходять спосіб, щоб Берні чув музику навіть під водою, і пливуть за ним. 
З підводного човна для прогулянок Артур помічає Берні на дні моря та намагається вийти з човна, за що на суші був заарештований, як буйний психопат, та в супроводі лікаря (батька Клавдії) відведений до поліції.
У цей час під водою Ларрі з гарпунної рушниці випадково порапляє в голову Берні та тим самим ламає його навушники. Берні не чує музику та не відпускає знайдену скриню з грошима.
Витягнувши Берні на сушу, друзі запрягають його у кінну туристичну повозку, замість коня. Та швидко мчать до Мобу. Їх помічає поліція, що везе Артура, та слідує за героями. Прибувши до Мобу, Берні випадково збиває її, і вона втрачає свідомість. Клавдія просить у батька допомоги для Річарда, а Ларрі згадує, що є спосіб повернути закляття на того, хто його наклав (повернути відправнику).
Батько Клавдії зазначає, що можливо перевести закляття з Річарда на Мобу, але потрібна кров незайманого. Подумавши, Ларрі говорить, щоб брали його кров, він єдиний з присутніх, хто підходить.
В кінці хлопці вже на власній яхті з екіпажем дівчат та частиною грошей, які Берні вкрав, але про них невідомо компанії, і друзі вирушають в Монте-Карло.
А Генрі та Чарльз, через те що не виконали завдання, стають козлами (на початку фільму показали що, за невиконання наказу Мобу, люди стають козлами) та таки беруть участь у карнавалі, на який так хотіли потрапити.

## В ролях
- Ендрю МакКарті - Ларрі Вілсон
- Джонатан Сільверман - Річард Паркер
- Террі Кайзер - Берні Ломакс
- Трой Байєр - Клаудія
- Том Райт - Чарльз
- Стів Джеймс - Генрі
- Беррі Боствік - Артур Хаммель

## Знімальна група
- Режисер: Роберт Клейн
- Продюсери: Віктор Драй, Джозеф Перес
- Сценарій: Роберт Клейн
- Оператор: Едвард Морей III
- Композитор: Пітер Вульф